# Oxytropis sordida
Oxytropis sordida är en ärtväxtart. Oxytropis sordida ingår i släktet klovedlar, och familjen ärtväxter.

## Underarter
Arten delas in i följande underarter:
- O. s. arctolenensis
- O. s. schamurinii